# Куликоро
Куликоро е една от 8-те области на Мали. Площта ѝ е 95 848 км², а населението (по преброяване от 2009 г.) е 2 422 108 души. Столицата ѝ е град Куликоро.

## География
Област Куликоро граничи с Мавритания на север, област Кайес на запад, Гвинея и област Сикасо на юг и област Сегу на изток. Населението на Куликоро е над 1,5 млн. души. Около река Нигер, която минава през областта, живеят етническите групи бамбара, малинке, сомоно и др.
Няколко реки минават през Куликоро – Ниигер, Бани, Санкарани, Бафинг и др. В южната част на областта се разполага природната област Судан, в която климатът е саванен и падат много валежи, докато в северната част на Куликоро е областта Сахел, с типичния сух климат.
Големи градове в Куликоро са Кати, Колокани, Банамба и др. Националният парк Букле дю Бауле и резерватите Фина, Конгосамбугу и Бадинко са дом на голямо разнообразие от диви животни.

## Транспорт и икономика
Град Куликоро е крайната спирка на железопътната линия Дакар-Нигер. Градът е и важно пристанище на река Нигер.
Земеделието остава главната икономическа активност в областта, въпреки че различни промишлености са настояще в нея, като например черпенето на енергия от водноелектрическия язовир в Селинге, златоносната промишленост край град Кангаба, производството на памук в град Фана и др.